# 財経新聞
財経新聞（ざいけいしんぶん）は、株式会社財経新聞社が運営する経済ニュースを扱ったオンライン新聞である。

## 概要
財経新聞は株式会社財経新聞社の運営する、企業の動向やマーケット情報などを無料で配信するインターネット専業新聞である。財経新聞社はアメリカのニューヨークに本社を置くIBT Media（The IBTimes Company）の日本法人会社として設立された。
フリーライターなどによる新製品発表・企業買収などのニュース記事のほか、「フィスコ」からの株価情報、「エコノミックニュース」・「スラッシュドット」（スラド）などからの政治・経済関連のコラム記事、「ムビコレ」などからの芸能関連の外部記事を配信している。また、一部記事はlivedoor ニュースなど外部サイトにも配信されている。
内部記事に関しては、他の多くの経済新聞が取り上げている主要なニュースが少なめだが、自動車・オートバイ関連のニュースが多く、新色や特別仕様車の追加といった細かいニュースも掲載されている。また、中小企業・ベンチャー企業の動向や、日本国外での日系自動車メーカーの新車発売など、他のニュースサイトがあまり取り上げないような記事もある。このほか、グルメ・イベント・ガジェット関連の記事もある。
記事本文末尾に記載のライターが独自の文体や形式で記事を投稿しているため、文体や形式があまり統一されておらず、バラつきが見られるのが特徴である。また、ライターによっては、企業のプレスリリースの本文のコピー・アンド・ペースト（コピペ）に近い文章のものもある。さらに、ライターにより、記事の内容が重複している場合がある。
トップページには、通信社などから配信される、政治・経済・スポーツに関連したニュースの写真が掲載される。この写真は、数日間に渡って更新されない場合もある。
財経新聞社の調査によると、月間ページビューは160万PV、月間ユニークユーザー数は90万（2015年1月時点）。読者層は男女比が8：2で、35歳以上の中堅社員・管理職が7割以上を占めているという。
同社では、スマートフォン・タブレット関連のニュースを集めた「mobilenavi」、韓国の芸能のニュースを集めた「韓流STARS」も運営している。